# الصحافة الاستقصائية
تتطلب الصِحافة الاستقصائية أو( الإخبار الاستقصائي)  من الصحفي تجاوز الحقائق الأساسية المتعلقة بالحدث وتقديم تغطية إخبارية أكثر تعمقًا.  يؤدي عدم وجود خطوط عريضة مع النظريات المتنوعة التي تتعلق بماهية صحافة الاستقصاء في العالم الحديث إلى أن تتداخل مهنة صحافة الاستقصاء مع أنواع الصحافة الأخرى، وبالتالي  يصبح تنفيذ وتشغيل المهنة غير واضح الى حد كبير.
يجب أن يكون لدى الصحفيين الاستقصائيين وعي وفهم غير نمطي لموضوع ما مع عملهم الذي يتضمن البحث عن الأنظمة والأسباب المنطقية والتأثيرات التي تشرح ما يكتبونه. يكون تأثير صحافة الاستقصاء عندما ينتج عن الاخبار مقالات تحدد اتجاه الرأي العام، وأخبار تحليلية قوية والمزيد من الانحرافات في مجال الاخبار الاستقصائية التي أصبحت السمة المميزة للصحافة المطبوعة الجيدة. ولكن في الآونة الأخيرة مع اتجاه الأخبار العاجلة وإيجاد طرق لجذب المشاهدين بشكل أسرع ، استسلم الصحفيون والقراء أو لم يجدوا وقتًا للإخبار التفسيرية التقليدية الطويلة.  

## تعريفات
"إنها تنقل الأخبار بعمق وبحرص ، يتم تحديث الأخبار بمعلومات  أساسية لجعلها شاملة وذات مغزى. هدفها الأساسي  يعتمد على المعرفة الخلفية للموقف أو تقييم الحدث الذي يمثل أجزاء أساسية من الأخبار." - ليستر ماركل ، محرر ، صنداي نيويورك تايمز.
"إنها تعطي القراء معلومات دقيقة بقدر ما تستكتبه أي قصة." - ويليام تورنر كاتليدج ، محرر صحيفة نيويورك تايمز 
"إنها تتجاوز الحقائق الأساسية لحدث أو موضوع لتوفير السياق والتحليل والعواقب المحتملة." - برانت هيوستن ، المدير التنفيذي ، الصحفيون والمحررون الاستقصائيون .
في العالم العربي، تكتسب الصحافة الاستقصائية أهمية خاصة في كشف قضايا الفساد وسوء الإدارة، رغم التحديات السياسية والأمنية التي تواجه الصحفيين.

## تاريخ
في كتابه الاِخبار الاستقصائي  (1938) قال  كيرتس دي ماكدونغال أن خلال بداية الحرب العالمية الأولى ، فوجئ معظم الأمريكيين ولم يتمكنوا من فهم أسباب بداية الحري . أدى ذلك إلى تغييرات في أسلوب الإخبار والنقل.  
خلال أحداث عشرينيات القرن الماضي - مثل الكساد الكبير والتهديد النازي للاستقرار العالمي - تسببت في توقف الجماهير عن الاكتفاء بالأسئلة الخمسة للصحافة. في عام 1923 ، أطلقت مجلة تايم كأول منشور رئيسي لتزويد القراء تفسير تحليلي أكثر للأخبار. استجابت العديد من الصحف بنوع جديد من التقارير أصبح يعرف بالصحافة الاستقصائية.
جلب انتشار التقارير التفسيرية معه عددًا من الاختلافات مثل الصحافة الجديدة، والصحافة الناشطة والدعوية، والصحافة المعادية، والصحافة الاستقصائية.